# Maria Gutry
Maria Gutry (ur. 2 grudnia 1899 w Warszawie, zm. 3 czerwca 1988 tamże) – polska bibliotekarka, organizatorka bibliotekarstwa dziecięcego, pionierka badań czytelnictwa dzieci oraz popularyzatorka twórczości dla dzieci.

## Życiorys
Urodziła się w urzędniczej rodzinie Czesława Gutry i Wiktorii Buchwald. Jej brat Czesław Gutry był znanym bibliotekarzem i bibliografem. Po zdaniu matury w 1919 roku w warszawskim gimnazjum Marii Tołwińskiej studiowała w latach 1923–1925 polonistykę i historię sztuki na Uniwersytecie Warszawskim. W latach 1925–1927 kształciła się w Sekcji Bibliotekarskiej Studium Pracy Społeczno-Oświatowej Wolnej Wszechnicy Polskiej. Uczestniczyła w wycieczkach studyjnych do bibliotek europejskich (Berlin, Praga, Wiedeń, Bruksela, Kopenhaga, Szwajcaria). Praktykę odbyła w bibliotece dziecięcej L’Heure Joyeuse w Paryżu. Napisała pracę dyplomową na temat czasopism dla dzieci pt. „Moje Pisemko, Płomyk, W słońcu, Iskry w okresie dziesięciolecia 1918–1928”, uzyskując w 1931 roku dyplom Wydziału Pedagogicznego Studium.
Pracę zawodową rozpoczęła w 1920 roku w Sekcji Bibliotecznej Departamentu Naukowo-Szkolnego Sztabu Ministerstwa Spraw Wojskowych, gdzie zajmowała się przygotowywaniem kompletów książek dla bibliotek ruchomych dla wojska. W latach 1921–1925 pracowała w biurze rachunkowości Wydziału Gospodarstw Wiejskich Centralnego Towarzystwa Rolniczego. W latach 1926–1927 zorganizowała biblioteki Związku Spółdzielni Spożywców RP i Towarzystwa Bibliotek dla Dzieci. Od 1 września 1927 roku rozpoczęła pracę w Bibliotece Publicznej m.st. Warszawy jako kierowniczka i współorganizatorka Biblioteki Wzorowej dla Dzieci. Biblioteka ta korzystała z egzemplarza obowiązkowego wszystkich książek dla dzieci wydawanych w Polsce. Poza gromadzeniem i udostępnianiem zbiorów zbierała materiały dotyczące metod pracy z książką w kraju i za granicą oraz czytelnictwa dzieci, organizowała szkolenia i praktyki dla bibliotekarzy i nauczycieli. Od 1 czerwca 1936 roku kierowała samodzielnie Sekcją Bibliotek dla Dzieci w Bibliotece Publicznej m.st. Warszawy. Sekcja obejmowała: Dział Bibliotek dla Dzieci, Dział Informacyjno-Instrukcyjny i Dział Muzealno-Doświadczalny przekształcony w Muzeum Książki, gdzie zapoczątkowano kompletowanie materiałów do bibliografii retrospektywnej polskiej literatury dla dzieci oraz bibliografii wydawnictw o literaturze dla dzieci, czytelnictwie i bibliotekach dziecięcych. Kierując pracą Sekcji stworzyła system funkcjonowania sieci bibliotecznej dla dzieci, opracowała zakres działań ośrodka instrukcyjno-metodycznego i system szkolenia zawodowego bibliotekarzy. Wypracowała do dziś skuteczne formy pracy z dzieckiem i książką. Z początkiem 1939 roku Sekcja kierowała pracą 16 bibliotek dziecięcych w Warszawie. W latach 1932–1939 uczestniczyła z Barbarą Groniowską i Marią Arnoldową w pracach Komisji Oceny Książek, powołanej przy Ministerstwie Wyznań Religijnych i Oświecenia Publicznego. W latach 1934–1935 zorganizowała przy Radzie Szkolnej m.st. Warszawy Centralę Bibliotek Ruchomych z 70 kompletami księgozbiorów.
Równolegle prowadziła wykłady z literatury dla dzieci w Wolnej Wszechnicy Polskiej i w Studium Pracy Społeczno-Oświatowej oraz na kursach bibliotekarskich. Współpracowała w przygotowaniu podręczników dla szkół podstawowych. Opracowała program przedmiotu „biblioteki dziecięce” dla Rocznej Szkoły Bibliotekarskiej przy Bibliotece Publicznej m.st. Warszawy. Utworzyła komisję do recenzowania i oceny wszystkich wydawanych książek dla dzieci. Przygotowywała zestawienia książek do zakupu przez biblioteki. Wygłosiła szereg referatów naukowych m.in. na Kongresie Ligi Nowego Wychowania w Genewie w 1929 roku, na Zjeździe Związku Nauczycielstwa Polskiego w Wilnie w 1932 roku oraz na Kongresie Wychowania Moralnego w Krakowie w 1934 roku, gdzie przygotowała również wystawę książki dziecięcej.
W 1939 roku przystąpiła do pracy konspiracyjnej w Armii Krajowej pod pseudonimem Julia, uzyskując stopień kapitana AK. Uczestniczyła w zabezpieczaniu cennych dokumentów z Biblioteki m.st. Warszawy i Biblioteki Politechniki Warszawskiej, a po zamknięciu bibliotek pracowała w Spółdzielni Księgarskiej „Libraria Nova” Od października 1944 do kwietnia 1945 była więźniarką obozów: Łambinowice, Mühlberg, Altenburg, Molsdorf, Blankenheim, gdzie prowadziła działalność bibliotekarską. Po oswobodzeniu przez wojska kanadyjskie przebywała w obozach w Burgu i Esslingen, zajmując się pocztą obozowa i funkcjonowaniem biblioteki.
Po powrocie z Niemiec do Warszawy w listopadzie 1945 roku objęła zajmowane przed wojną stanowisko kierowniczki Sekcji Bibliotek dla Dzieci Biblioteki Publicznej m.st. Warszawy. Działała także w Robotniczym Towarzystwie Przyjaciół Dzieci organizując przy nim Sekcję Bibliotek Dziecięcych. Zakładała biblioteki, rozwijała czytelnictwo dzieci w zakładach opieki, świetlicach i szkołach, prowadziła kursy zawodowe dla bibliotekarek. W 1948 roku decyzją Ministerstwa Oświaty uzyskała status pracownika naukowego. W 1954 roku została powołana na stanowisko wizytatora w Centralnym Zarządzie Bibliotek w Ministerstwie Kultury i Sztuki, które zajmowała do emerytury. Opracowała wówczas „Wskazówki w sprawie organizacji bibliotek dla dzieci i księgozbiorów dla dzieci w publicznych bibliotekach powszechnych” (1957) i Regulaminy Wypożyczalni i Czytelni dla dzieci (1959). Z jej inicjatywy zostały tworzone w każdym województwie biblioteki wzorowe. Była inicjatorką różnorodnych form pracy z dziećmi i młodzieżą, opracowała programy systemu przygotowania zawodowego bibliotekarzy oraz dokumenty legislacyjne i pomoce metodyczne dla działów dziecięcych w bibliotekach publicznych. Pracowała w Komisji Oceny Książek dla bibliotek szkolnych resortu oświaty. Brała udział w krajowych i zagranicznych konferencjach poświęconych badaniu czytelnictwa i literaturze dla dzieci.
Po przejściu na emeryturę w grudniu 1968 roku uczestniczyła w zjazdach i seminariach wygłaszając liczne odczyty, prowadziła rozległą korespondencje i poradnictwo. Przygotowywała również Poradnik metodyki pracy z dziećmi dla bibliotek.
Zmarła 3 czerwca 1988 roku w Warszawie, pochowana na cmentarzu Powązkowskim (kwatera 201-3-28,29,30).

## Stowarzyszenia i organizacje
Należała do:
- Sekcji Literatury Dziecięcej Międzynarodowego Biura Wychowania Ligi Narodów,
- Towarzystwa Bibliotek dla Dzieci (1925–1939),
- Towarzystwa Przyjaciół Bibliotek dla Dzieci (1925–1939),
- Związku Harcerstwa Polskiego (1914–1923)[4].

## Ordery i odznaczenia
- Krzyż Oficerski Orderu Odrodzenia Polski (1964)
- Krzyż Kawalerski Orderu Odrodzenia Polski (1961)
- Krzyż Walecznych (1944)
- Złoty Krzyż Zasługi z Mieczami (1944)
- Złoty Krzyż Zasługi (1956)
- Medal 10-lecia Polski Ludowej (19 stycznia 1955)[8]
- Krzyż Armii Krajowej
- Medal Komisji Edukacji Narodowej (1986)
- Order Uśmiechu (1971)
- Odznaka „Zasłużony Działacz Kultury” (1953)
- Złota Odznaka honorowa „Za Zasługi dla Warszawy” (17 stycznia 1963)[9]
- Honorowa Odznaka Stowarzyszenia Bibliotekarzy Polskich (1968)
- Odznaka „Przyjaciel Dziecka” (1947)

## Nagrody
- Nagroda im. Heleny Radlińskiej II stopnia za wybitne osiągnięcia w dziedzinie bibliotekoznawstwa i bibliotekarstwa (1979)
- Nagroda Prezesa Rady Ministrów za upowszechnianie czytelnictwa i literatury dla dzieci (1986)[5]

## Ważniejsze publikacje
Napisała ok. 50 prac fachowych dotyczących bibliotek i czytelnictwa dzieci, metodyki pracy bibliotecznej, twórczości dla dzieci oraz opracowała sylwetki pisarzy i bibliotekarzy, a także podręczniki dla słuchaczy kursów i szkół bibliotekarskich.
- Jadwiga Filipkowska-Szemplińska, Marja Gutry; z przedm. H. Radlińskiej: Katalog bibljoteki wzorowej dla dzieci i młodzieży. Warszawa: Związek Księgarzy Polskich, 1927.
- Maria Gutry: Rola i organizacja bibljotek dla dzieci i młodzieży. Warszawa, 1928.
- Maria Gutry: Biblioteki dziecięce. Warszawa: Poradnia Biblioteczna Związku Bibliotekarzy Polskich, 1938.
- Barbara Groniowska, Maria Gutry: Biblioteki publiczne dla dzieci. Warszawa: Związek Bibliotekarzy i Archiwistów Polskich, 1952.
- Barbara Groniowska, Maria Gutry: Biblioteki dla dzieci i młodzieży. Warszawa: Ministerstwo Kultury i Sztuki. Centralny Zarząd Bibliotek, 1954.
- Barbara Groniowska, Maria Gutry: Organizacja i metody pracy bibliotek dziecięcych. Warszawa: Państwowy Ośrodek Kształcenia Korespondencyjnego Bibliotekarzy, 1957, 1962, 1967.
- Felicja Neubert, Alina Łasiewicka, Maria Gutry: Bibliografia literatury dla dzieci 1945–1960 : literatura polska. Warszawa: Stowarzyszenie Bibliotekarzy Polskich, 1963.